# Vpliv vina na zdravje
Vpliv vina na zdravje je tema številnih razprav in raziskav. Vino ima precej dolgo zgodovino uporabe v zdravstvu, saj so ga uporabljali kot antiseptik za površinske rane, za izboljšanje prebave, za zdravljenje diareje itd., ter kot topilo za raztapljanje zdravilnih učinkovin . Papirusi starih Egipčanov pričajo o tem, da je imelo vino pomembno vlogo v zdravstvu že okrog leta 2200 pr. n. št. Pomembno vlogo v zdravstvu pa je ohranilo vse do konca 19. oz. začetka 20. stoletja, ko se je na podlagi raziskav o alkoholu in alkoholizmu drastično spremenilo mnenje o njegovem vplivu na zdravje.
Konec 20. in na začetku 21. stoletja pa se je na podlagi raznih študij uveljavilo mnenje, da uživanje vina v zmernih količinah ugodno deluje na zdravje (francoski paradoks), predvsem zaradi velike vsebnosti fenolnih spojin, kot je npr. resveratrol. Vino vsebuje kar 80% vode, ostalo pa sestavljajo različne vrste substanc: barvila, čreslovine, etanol, sladkorji kot glukoza in fruktoza, elektroliti, vitamini – še posebej vitamina B6 in C. Vitamin B6 je pomemben za delovanje centralnega živčnega sistema, vitamin C pa je antioksidant.

## Zgodovina
Vino je najstarejše dokumentirano zdravilo, ki ga je izdelal človek, kar dokazujejo papirusi starih Egipčanov, ki segajo nazaj vse do leta 2200 pr. n. št. Takrat je bilo zdravstvo povezano predvsem z religijo in nadnaravnimi silami. Vino je obdržalo pomembno vlogo v zdravstvu tudi pri starih Grkih, ki pa so že imeli bolj racionalen pristop do medicine. Hipokrat je priporočal vino kot del zdrave prehrane in zagovarjal njegovo uporabo kot antiseptik za rane, za zdravljenje diareje in lajšanje bolečin pri porodu. V podobne namene so ga uporabljali tudi stari Rimljani. V 1. stoletju je rimski enciklopedist Aulus Cornelius Celsus v svojem delu De Medicina navedel dolg seznam grških in rimskih vin, ki so se takrat uporabljala v zdravstvu. Tudi Galen je uporabljal vino kot antiseptik za razkuževanje ran pri gladiatorjih. Religija je še vedno igrala pomembno vlogo pri promoviranju uživanja vina za izbolšanje zdravja.
V 11. stoletju je islamski zdravnik Avicenna  trdil, da je vino učinkovito pri prebavnih motnjah, toda uporabljali so ga lahko le kot antiseptik za površinske rane, saj islamska sveta knjiga prepoveduje uživanje kakršnegakoli alkohola. Tudi duhovniki so uporabljali vino v srednjem veku  v različne zdravstvene namene.  Arnaldus de Villa Nova je v 14. stoletju napisal in izdal  prvo tiskano knjigo o vinu in o njegovem vplivu na zdravljenje različnih bolezni.
Vino je bilo dolgo časa v uporabi tudi zato, ker je skozi zgodovino vedno primanjkovalo čiste in varne pitne vode. Zato so uporabljali vino za sterilizacijo vode in to vse do konca 19.stoletja. Ob koncu 19. oz. začetku 20. stoletja pa se je pogled na vino oz. alkohol ter njegov vpliv na zdravje in družbo spremenil, saj je alkoholizem postajal vedno večji problem, hkrati pa so študije kratko- in dolgoročnih učinkov alkohola pokazale, da je le-ta škodljiv za zdravje. Vse to je privedlo tudi do prohibicije alkohola v ZDA in tudi drugih državah. Zdravniki so opozarjali na nevarnost prevelikega uživanja alkohola, saj naj bi to povečevalo tveganje za različne bolezni, kot so visok krvni pritisk, rak, neplodnost, okvara jeter, atrofija mišic, kap, poškodbe na možganih itd., posebej pa se je odsvetovalo pitje med nosečnostjo. 
Konec 20. in začetek 21. stoletja pa se je ponovno pojavilo zanimanje za ugodne učinke vina na zdravje, saj so intenzivne raziskave pokazale, da ljudje, ki pijejo zmerne količine vina, živijo v povprečju dlje kot tisti, ki ne pijejo vina oz. tisti, ki pijejo velike količine vina.

## Francoski paradoks
Leta 1991 je francoski znanstvenik Serge Renaud  predstavil študijo o ti. francoskem paradoksu, s katero se je ukvarjal. Opazil je, da je pri Francozih incidenca kardiovaskularnih bolezni nižja kot pri Američanih in Angležih, kljub temu, da uživajo enako maščob oz. enako kalorično hrano. Ena od  njegovih teorij je bila, da je to posledica uživanja zmernih količin rdečega vina pri Francozih, ki zmanjša tveganje za kardiovaskularne bolezni. Po tem dogodku je prodaja rdečih vin V ZDA zrasla za 44 %.
Tudi FDA v ZDA je spremenila mnenje in leta 1995 v svojih Dietary Guidelines zapisala, da je uživanje majhnih količin vina ob obroku neškodljivo, če pri posamezniku ni prisotno tveganje za pojav druguih bolezni, povezanih z alkoholom.

## Kaj je zmerno pitje
Ugoden vpliv na zdravje imajo le zmerne količine vina. Te količine pa so odvisne od starosti, spola, genetike, telesne teže in konstitucije posameznika. Priporočljiva količina je pri ženskah nižja, saj hitreje absorbirajo alkohol (zaradi večje vsebnosti vode v telesu in  razlik v nivoju encimov v želodcu). Nekateri zdravniki priporočajo en kozarec (1,5 dl) vina na dan pri ženskah oz. dva kozarca pri moških. Drugače pa se mnenja precej razlikujejo.

## Resveratrol in ostale pomembne spojine v vinu
Odgovor na vprašanje, zakaj je od vseh alkoholnih pijač najbolj zdravo prav vino, tiči v grozdju. Rdeče grozdje je zakladnica flavonoidov, polifenolnih spojin, ki v telesu učinkujejo kot antioksidanti. Izdaja jih barva, saj so med antioksidanti rdečega grozdja rdeče vijolična antocianska barvila. Med fermentacijo poleg tega, da se sladkor spremeni v alkohol pride še do ekstrakcije resveratrola, ki ga ni v grozdnem soku, ampak je v kožici grozdja, in je eden od najmočnejših antioksidantov rdečega vina. Poleg tega vsebuje še flavonoide kvercetin, katehin in epikatehin. Belo vino učinkuje blago razkuževalno in enako kot rdeče vsebuje flavonoidi|flavonoide, le da znatno manj. Problem belega vina je v tem, da je skoraj brez izjeme vsaj malo žveplano.
Eden najmočnejših antioksidantov v rdečem vinu je resveratrol. Resveratrol je ne-flavonoidna fenolna spojina in spada v skupino stilbenoidov. Njegova vloga v grozdju je obramba pred infekcijami z glivami ter drugimi boleznimi grozdja oz. vinske trte.
Produkcija in koncentracija resveratrola ni enaka v vseh vrstah grozdja, vplivajo pa tudi klimatske razmere, infekcije z glivami ter ostale bolezni grozdja oz. vinske trte. Vrste, ki uspevajo v bolj vlažnem okolju in ki so bolj nagnjene k infekcijam oz. boleznim producirajo več resveratrola. 
V rdečem vinu so koncentracije resveratrola višje kot v belem vinu, čeprav belo grozdje vsebuje v kožici enake količine te spojine kot rdeče grozdje. To je posledica dejstva, da maceracija pri pridobivanju rdečega vina traja dlje časa in se tako tudi fenolne spojine ekstrahirajo, poleg tega pa vino s tem tudi dobi barvo. Resveratrol znižuje nivo LDL-a v plazmi in poviša nivo HDL-a, zmanjšuje nastanek krvnih strdkov in je antioksidant. Kvercetin je polifenol, ki prav tako deluje kot antioksidant in lovilec prostih radikalov. Katehin in epikatehin sta prav tako antioksidanta in preprečujeta nastanek krvnih strdkov. Tudi vitamini v vinu (vit.E in vit.C) ter betakaroten  delujejo antioksidativno.

## Vpliv vina na telo

### Kosti
Uživanje velikih količin alkohola ima dokazan škodljiv učinek na celične procese, ki ustvarjajo kostno tkivo. Dolgoročno vplivajo velike količine zaužitega alkohola na povečanje verjetnosti zlomov kosti. Študije iz bolnice St. Thomas v Londonu in doktorska skupina Epidimiologie de l'Ostioporose (EPIDOS) iz Francije pravijo, da ima zmerno pitje vina ugodne posledice za ženske, predvsem pa za starejše ženske, pri pridobivanju kostne mase in zmanjševanju nevarnosti za razvoj osteoporoze. Medtem ko je francoska študija pokazala, da pitje več kot treh kozarcev vina na dan zmanjšuje kostno gostoto pri ženskah, pa po jo zmerno pitje vina (1 do 3 kozarci vina na dan) povečuje. Vendar pa so francoski raziskovalci ob tem še dodali, da na večanje kostne gostote lahko, poleg alkohola, vplivajo tudi drugi dejavniki (zmerni pivci alkohola se morda več ukvarjajo s športnimi dejavnostmi idr.) 

### Rak
Alkoholi so toksini in imajo zmožnost poškodovati celice. Internacionalna Agencija za raziskave raka, ki je del Svetovne zdravstvene organizacije, je klasificirala alkohol kot karcinogen iz skupine 1 (v to skupino uvrstijo snovi, za katere obstaja dokaz karcenogenosti pri človeku oz. na živalih). Študije dajejo dokaze o povezavi med zmernim pitjem alkohola z rakom dojk, prebavnega trakta, ezofagusa in želodca. 
Raziskave o pozitivnih vplivih vina na zdravljenje raka, se osredotočajo na antioksidativne lastnosti resveratrola. Nekateri laboratorijski testi namreč potrjujejo njegovo protektivno vlogo, saj naj bi ta spojina inhibirala rakave spremembe celic. Raziskave se nadaljujejo in zato dokončnih rezultatov še ni. Vendar pa so nekatere študije že dale pozitivne rezultate o zmanjšanju nevarnosti za nastanek raka na pljučih, jajčnikih in testisith ob zmernem uživanju vina. Najnovejše študije so tudi pokazale, da naj bi resveratrol zmanjševal produkcijo estrogenskih metabolitov v telesu in na ta način zmanjševal razvoj tumorjev v dojkah.
Leta 2009 so bile v medicinski reviji Gastroenterology objavljene 3 neodvisne študije, v katerih je ugotovljeno, da zmerno uživanje vina lahko zmanjša nevarnost za nastanek določenih oblik ezofagalnega raka, ko sta ezofagalni adenokarcinom in prekarcenogeno stanje Barrettov ezofagus. V študiji, ki jo je izvedel Kaiser Permanente v Kaliforniji, je bilo ugotovljeno, da pitje 1 kozarca vina na dan zmanjša verjetnost nastanka Barrettovega ezofagusa za 56% v primerjavi s tisto skupino ljudi, ki vina ni pila. Potrjeno je, da uživanje alkohola v velikih količinah poveča možnosti nastanka raka na ezofagusu, po drugi strani pa tudi, da bi lahko antioksidanti omogočali zaščito pred nastankom raka, vendar dokončne ugotovitve še niso znane. 
Na ugotovitve teh študij se je odzval doktor Dr Prateek Sharma iz Medicinske fakultete na Univerzi v Kansasu, ki pravi, da lahko rezultati teh študij zavajajo. Pravi namreč, da ja lahko razlog za takšne rezultate študij tudi preprost rezlog, da ljudje, ki pijejo vino v zmernih količinah hkrati tudi bolj zdravo živijo, ker se morda več ukvarjajo s športom, jedo manj maščob in več zelenajve in sadja.
Tudi raziskava, ki so jo opravili na Yale School of Public Health leta 2009, namiguje, da ima vino lahko protektivno vlogo proti določenim oblikam raka. V tej študiji so ženske, ki so bile diagnosticirane z »non-Hodgkin's lymphoma« povprašali o količini dnevno popitega vina in jih nato opazovali naslednjih 8 do 12 let. Rezultati te študije so pokazali, da so imele ženske, ki so pile vino v zmernih količinah že 25 let ali več, v primerjavi z ženskami, ki niso nikoli pile vina, 33% nižjo umrljivost v obdobju naslednjih 5 let. Hkrati so imele tudi 26 % nižjo verjetnost za ponovitev ali nastanek še drugega raka. Ženske, ki so pile pivo in žgane pijače se niso razlikovale od tistih, ki niso pile nobenih alkoholnih pijač.
Raziskovalci Univerze v Nebraski so leta 2008 opravili študijo, katere rezultati nakazujejo na to, da ima resveratrol pozitivne rezultate pri preventivi pred rakom dojk. V raziskavi so opazovali vpliv resveratrola na produkcijo estrogenskih metabolitov (ti v telesu interagirajo z DNA in promovirajo nastanke raka) in ugotovili, da jo ta zniža, hkrati pa tudi poveča sintezo encima, ki v telesu estrogenske metabolite razgrajuje. Hkrati naj bi bile po zaslugi resveratrola interakcije med temi metaboliti in DNA manjše, to pa seveda pomeni zmanjšano verjetnost nastanka raka. V raziskavi so uporabili nizke koncentracije resveratrola in sicer 10 mikromolov na liter. V kozarcu vina je koncentracija resveratrola po navadi nekje med 9 in 28 mikromoli na liter. Vseeno pa je treba opozoriti, da ta študija ni dokazovala ali se lahko vsa ta koncentracija resveratrola tudi dejansko absorbira iz vina v krvni obtok, kjer potem lahko učinkuje na rakave celice.

### Kardiovaskularni sistem
Antikoagulativne lastnosti vina imajo lahko potencialne ugodnosti pri zmanjševanju rizika nastanka krvnih strdkov, ki lahko vodijo do srčnih bolezni. Študije so pokazale, da so ljudje, ki uživajo alkohol v prekomernih količinah, izpostavljeni večji verjetnosti za nastanek srčnožilnih bolezni. Prekomerne količine zaužitega alkohola lahko vodijo do nastanka povišanega srčnega pritiska, povečanega holesterol in oslabljenje srčne mišice. Po drugi strani pa lahko zmerno pitje alkohola, prav nasprotno, zmanjša stopnjo smrtnosti zaradi srčnožilnih bolezni. Študije nakazujejo na to, da imajo zmerni pivci vina boljše razmerje med LDL (»slab« holesterol) in HDL (»dober« holesterol) lipoproteini. Glavni razlog, ki privede do srčne kapi in bolečine pri angini pectoris je pomanjkanje kisika v tkivih zaradi krvnih strdkov in plakov, ki se začnejo nalagati na stenah arterij. Alkohol v vinu naj bi imel antikoagulativne lastnosti, ki omejijo nastajanje krvnih strdkov. 
Dodatne študije pa so se usmerile na ugodne vplive resveratrola na kardiovaskularni sistem. Nekatere študije tako namigujejo, da naj bi ta zaradi antioksidativnih lastnosti vplival na zmanjšanje »lepljivosti« krvnih celic, ki tvorijo krvne strdke.

### Demenca in mentalne funkcije
Kratkoročni vplivi alkohola so oslabljene mentalne zmožnosti, posledica katerih so lahko spremembe obnašanja in težave s spominom. Dolgoročni vplivi prekomernega pitja so lahko inhibicija tvorbe novih možganskih celic in povečanje tveganja za nastanek depresije. 
Študije pa so hkrati našle povezavo med zmernim pitjem alkohola z zmanjšanjem verjetnosti nastanka Alzheimerjeve bolezni in demence, vendarle pa vloga vina tu še ni popolnoma pojasnjena. Čisto verjetno pa je tudi, da tu sploh ne gre za pozitiven vpliv alkohola ali antioksidantov v vinu, pač pa za možen boljši način življenja ljudi, ki vino pijejo v zmernih količinah (redna telesna vadba, diete, idr.) Raziskovalci kot možen razlog delovanja alkohola navajajo tudi njegov morebiten vpliv na povečano izločanje kemične spojine acetilholina, ki ima pomemben vpliv na delovanje možganov.

### Diabetes
Raziskave kažejo, da zmerno uživanje alkohola ob hrani ne vpliva na nivo sladkorja v krvi. Študija iz leta 2005 pa omenja možnost, da bi zmerno pitje vina lahko vplivalo na manjšo verjetnost nastanka diabetesa tipa 2.

### Prebavni trakt
Protibakterijsko delovanje alkohola bi lahko vplivalo na zmanjšan riziko okužbe s Helicobacter pylori bakterijo, ki je bila povezana z nastankom raka na želodcu, pa tudi z gastritisom in ulkusi.
Protibakterijska narava alkohola je že dolgo povezana z lajšanjem trebušnih težav in potovalno diarejo, pri kateri je alkohol bolj zaželena oblika terapije kot pa zdravljenje z bizmutom. Verjetnost okužbe s Helicobacter pylori naj bi bila nekoliko nižja pri zmernih pivcih alkohola, kot pa pri nepivcih, kar je pokazala neka nemška študija izvedena leta 1990. Vino naj bi imelo tudi pozitiven vpliv na metabolizem holesterola in bi naj preko tega vplivalo na zmanjšano verjetnost nastanka žolčnih kamnov, saj je holesterol eden glavnih sestavin žolčnih kamnov.

### Vid
Antioksidativno in antikoagolativno delovanje raznih snovi v vinu bi lahko imelo pozitivne učinke pri upočasnitvi degeneracije slepe pege, ki povzroči slabšanje vida pri starejših ljudeh. Neka ameriška študija 90 letih dvajsetega stoletja je pokazala, da so imeli starejši ljudje, ki so pili vino v zmernih količinah manj težav s slabšanjem vida kot tisti, ki vina niso pili.

### Vpliv vina na telesno težo
Artur Agatston, so-avtor knjige Sout Beach diet meni, da lahko vino pozitivno vpliva na vzdrževanje ustrezne telesne teže, če je zaužito skupaj s hrano. Vino lahko sicer povečuje apetit, zato ga je priporočljivo piti ob jedi. Alkohol naj bi upočasnil čas praznjenja želodca in posledično zmanjšal vnos hrane pri obroku.
V primerjavi s pivom in ostalimi alkoholnimi pijačami ima vino relativno malo kalorij. 1,5 decilitra rdečega vina ima približno 106 kalorij in 2,51 g ogljikovih hidratov (če je vsebnost alkohola 13 %). Podobna količina belega vina ima približno 100 kalorij in 1,18 g ogljikovih hidratov.